# American Abstract Artists
Pour les articles homonymes, voir AAA.
American Abstract Artists (AAA) est une association américaine créée en 1936 à New York pour promouvoir la compréhension de l'art abstrait par le public. 
Les expositions, publications et conférences d'American Abstract Artists ont contribué à faire de l'organisation un forum majeur pour l'échange et la discussion d'idées et la présentation de l'art abstrait à un public plus large. American Abstract Artists a contribué au développement et à l'acceptation de l'art abstrait aux États-Unis et joue un rôle historique dans son avant-garde. C'est l'une des rares organisations d'artistes à avoir survécu à la Grande Dépression et qui est toujours active au XXIe siècle. 

## Histoire

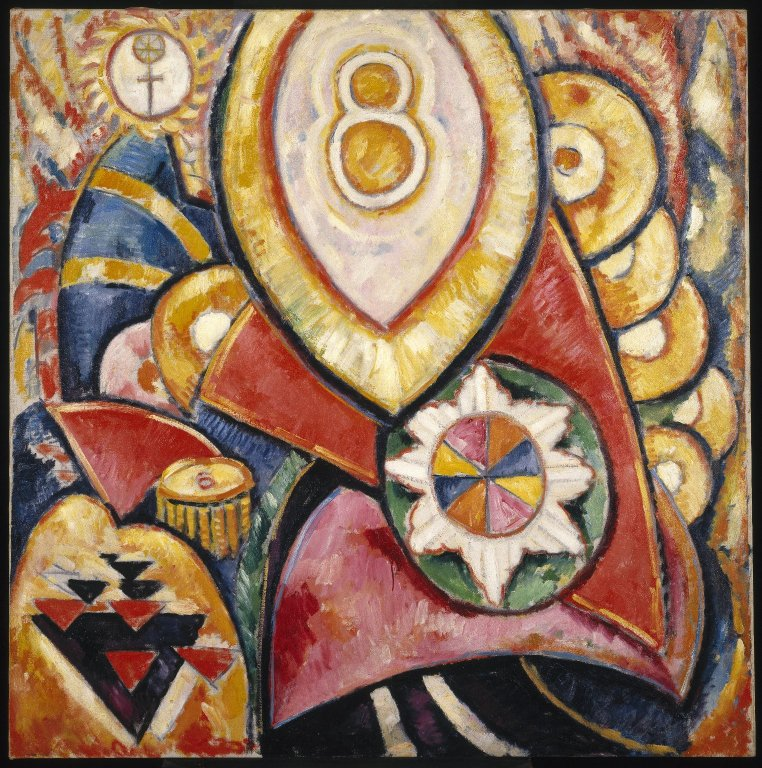
Marsden Hartley (1877-1943), Painting No. 48, (1913, Brooklyn Museum).

Au cours des années 1930, l'art abstrait était perçu avec une opposition critique et n'avait que peu d'appui des galeries d'art et des musées. American Abstract Artists est créé en 1936 en tant que forum de discussion et de débat sur l'art abstrait et afin d'offrir des opportunités d'exposition alors que peu de possibilités existaient. En 1937, AAA publie un « Prospectus général » qui décrit l'objectif de l'organisation et l'importance des expositions pour promouvoir la croissance et l'acceptation de l'art abstrait aux États-Unis. 
AAA tient sa première exposition en 1937 à la Squibb Gallery de New York. Durant les années 1930, ce fut l'exposition la plus vaste et la plus fréquentée de peintures et de sculptures abstraites américaines en dehors d'un musée. Pour l'exposition de 1937, AAA produisit son premier portfolio de lithographies originales sur plaque de zinc, au lieu de documenter l'exposition avec un catalogue. Les expositions et publications futures établiraient AAA comme un forum majeur pour la discussion et la présentation d'arts nouveaux, abstraits et non objectifs. 
Les critiques les plus influents ont qualifié l'art abstrait américain de trop européen et par conséquent de "non-américain". De nombreuses critiques hostiles visaient les expositions AAA dans les journaux et les magazines d'art de la ville de New York de l'époque. L'art abstrait américain luttait pour être accepté et AAA personnifiait cette lutte. L'annuaire de 1938 répond aux critiques formulées  par la presse et le public à l'encontre de l'art abstrait. Il présentait également des essais sur les principes et la pratique de l'art abstrait. En 1940, AAA imprime un grand feuillet intitulé « Comment moderne est le Museum of Modern Art ? » (How Modern is the Museum of Modern Art?) qui a été distribué lors d'une manifestation devant le MOMA. À l'époque, le Museum of Modern Art avait pour politique de présenter l'abstraction européenne tout en approuvant le courant régionaliste américain et la peinture de scènes. Cette politique a contribué à renforcer la notion d'abstraction, étrangère à l'expérience américaine. 
Plus tard cette année-là, l'AAA produisit une brochure de douze pages intitulée The Art Critics – ! How Do They Serve the Public? What Do They Say? How Much Do They Know? Let's Look at the Record. La publication de l'AAA y cite des critiques soulignant des inexactitudes et des contradictions dans la presse. Royal Cortissoz, critique de New York Herald Tribune, soulignait sa ferme fidélité au traditionalisme, son aversion évidente pour l'art abstrait et moderne et, plus généralement, ce qu'il considérait comme sa "résistance au savoir". Il a également qualifié les hésitations esthétiques de Thomas Craven, critique du New York American d'opportunistes. En 1936, Craven qualifia l'œuvre de Picasso d'« infantilisme de Bohême ». Au cours des années suivantes, le public sera de plus en plus sensible à l'art abstrait jusqu'à ce qu'en 1939, le critique fasse volte face et loue Picasso pour son "inventivité inégalée". La brochure applaudissait Henry McBride du New York Sun et Robert Coates du New Yorker pour leurs efforts critiques en matière d'art abstrait. "The Art Critics" a montré le manque de connaissances des critiques des journaux et des publications d'art de la ville de New York sur l'évolution de l'art du XXe siècle. 
L'AAA a combattu les attitudes hostiles dominantes à l'égard de l'abstraction et a préparé le terrain pour son acceptation après la Seconde Guerre mondiale et a été un précurseur de l'expressionnisme abstrait en aidant l'art abstrait à découvrir son identité aux États-Unis. 
Au début des années 1940, la New York School prit de l'ampleur et, au milieu des années 1940 et 1950, l'expressionnisme abstrait domina l'avant-garde américaine. American Abstract Artists a poursuivi son mandat en tant que défenseur de l'art abstrait. 
À ce jour, l'organisation a produit plus de 75 expositions de ses membres dans des musées et des galeries à travers les États-Unis. AAA a publié cinq journaux, ainsi que des brochures, des livres et des catalogues, et a organisé des panels et des symposiums critiques. AAA distribue ses documents publiés au niveau international aux organisations culturelles. American Abstract Artist produit des portefeuilles d'imprimés par ses membres. Des portfolios AAA figurent dans les collections du Whitney Museum of American Art, du Museum of Modern Art, de Tate à Londres et des Archives of American Art. 
En 2014, Harry Holtzman et George LK Morris, membres fondateurs des American Abstract Artists, ont été réunis dans une exposition intime pour deux personnes, organisée par Kinney Frelinghuysen et Madalena Holtzman, dans le but d'évoquer une conversation informelle entre les deux artistes. George LK Morris Harry Holtzman Les pionniers du modernisme américain: points de contact. Essais de T. Kinney Frelinghuysen, Madalena Holtzman, Wietse Coppes. Catalogue publié à l'occasion de l'exposition du 26 juin au 12 octobre 2014 au Frelinghuysen Morris House and Studio Lenox MA. Cette exposition marque également le début d'une collaboration entre les institutions de George LK Morris et de Harry Holtzman, avec le soutien du RKD (Institut néerlandais pour l'histoire de l'art. La collaboration vise à partager, éditer et exposer de nouveaux matériaux historiques liés au monde de l'art abstrait de la période séminale des années 1930-1940 en Europe et aux États-Unis. Pour cette raison, ce premier spectacle présentera également les œuvres d'autres protagonistes européens de l'époque, tels que Jean Hélion, César Domela et Ben Nicholson. Un projet dûment agrandi et minutieusement élaboré deviendra une initiative d'exposition plus vaste,.